# Галадриэль
Гала́дриэль (синд. Galadriel, [ɡaˈladri.ɛl]) — вымышленный персонаж произведений Джона Р. Р. Толкина «Властелин колец», «Сильмариллион», «Неоконченные предания Нуменора и Средиземья». Эльф из народа нолдор, жившая в Средиземье на протяжении первых трёх эпох Арды. В Третью эпоху вместе с мужем Келеборном правила Лотлориэном. Их дочь Келебриан была женой Элронда и матерью Арвен, Элладана и Элрохира. Толкин описывает Галадриэль как «самую могущественную и прекрасную из всех эльфов, оставшихся в Средиземье» и «величайшую из эльфийских женщин».
По мнению Тома Шиппи, Галадриэль олицетворяет собой попытку Толкина заново создать тот тип эльфов, о котором сохранились упоминания на древнеанглийском языке. Он сравнивает эльфов Толкина с эльфами из христианского среднеанглийского источника «The Early South English Legendary», где эльфы были ангелами. Британский филолог Марджори Бернс во многих деталях сравнил Галадриэль с героиней Райдера Хаггарда Аишей и с Леди из Шалотт Теннисона, которые являются переработанными фигурами артурианы. Галадриэль, госпожа света, помогающая Фродо в его стремлении уничтожить Единое кольцо, противопоставляется Шелоб — гигантской и злой паучихе тьмы; также их сравнивали с противоположными женскими персонажами в Одиссее Гомера: волшебницей Цирцеей и нимфой Калипсо - могущественными и мудрыми благодетельницами Одиссея, которые помогают ему одолеть опасных сирен и Сциллу и Харибду.
Современные авторы песен создали песни о Галадриэль; поэма Толкина на квэнья «Намариэ» звучит вместе с музыкой Дональда Свана. Галадриэль появлялась как в анимационных, так и в игровых фильмах, и в телесериале. Кейт Бланшетт исполнила её роль в кинотрилогии Питера Джексона, а Морвед Кларк сыграла её в сериале «Властелин колец: Кольца власти».

## Литературная биография
Биография Галадриэль, до Войны Кольца, кратко изложена в «Сильмариллионе» и более подробно — в книге «Неоконченные предания Нуменора и Средиземья». Младшая и единственная дочь повелителя нолдор Финарфина и вождя телери Эарвен, дочери Олвэ и двоюродной сестры Лутиэн. Её старшими братьями были Финрод, Ородрет, Ангрод и Аэгнор. Она родилась в Тирионе (Эльдамар), когда в Валиноре ещё росли Древа Валар. Уже тогда Галадриэль считалась «прекраснейшей девой» из всего рода Финвэ. Как и её отец Финарфин, Галадриэль обладала прекрасными золотыми волосами и светлыми глазами, а также была очень высокого роста. Старший сын Финвэ Феанор трижды просил у Галадриэль локон её волос, но она всякий раз ему отказывала. Галадриэль стала супругой Келеборна — родственника Олвэ. Галадриэль была двоюродной внучкой короля синдар Дориата Тингола, матерью Келебриан, бабушкой Арвен, Элладана и Эльрохира. У Галадриэль была способность заглядывать в мысли других, чтобы судить о них справедливо. Она была членом королевского дома Финвэ. Её называли самой прекрасной из всех оставшихся в Средиземье эльфов.
Согласно более раннему описанию её истории из книг «Дорога продолжается вечно» и «Сильмариллион», Галадриэль была активным участником и лидером восстания нолдор и их бегства из Валинора; она была «единственной женщиной, выстоявшей в те дни». Однако она давно рассталась с Феанором и его сыновьями. В Белерианде жила в Дориате, где очень подружилась с Мелиан; также жила в Нарготронде. По одной из версий, она встретила Келеборна, родственника Тингола, именно в Дориате. Она хранила тёмные тайны тех времен, рассказав Мелиан часть жестокой истории о Сильмарилях и убийстве Морготом Финвэ, но не упомянула о братоубийственной резни в Алквалондэ и о клятве Феанора.

### Первая эпоха
Галадриэль родилась в Амане в 1362 году Древ Первой эпохи. Её отцом был принц нолдор Финарфин, матерью — Эарвен из телери (таким образом, она приходилась внучкой двумя королям эльфов — Финвэ и Олвэ). У Галадриэль было четверо старших братьев: Финрод Фелагунд, Ородрет, Ангрод и Аэгнор.
Когда Моргот уничтожил Древа Валар, убил в крепости Форменос короля нолдор Финвэ и похитил Сильмарили, предводитель нолдор Феанор и большинство эльфов решили преследовать его в Средиземье. Галадриэль пожелала покинуть Аман вместе с ними, приняв активное участие в восстании нолдор против Валар. Хотя сама она недолюбливала Феанора, его пламенная речь разожгла её сердце, ей захотелось иметь свои владения в Средиземье и править там по собственной воле без оглядки на Валар. Она последовала в составе второго войска за своим родным дядей Финголфином и вместе с братьями отправилась в Средиземье через покрытый ледяными торосами залив Хелькараксэ, после братоубийственной резни в Алквалондэ и отплытия Феанора.
По другой версии, изложенной в наиболее поздних рукописях Толкина, Галадриэль покинула Валинор не вместе с прочими нолдор, а пересекла Белегаэр самостоятельно, построив корабль. Келеборна по этой версии она встретила ещё в Амане.
Придя в Средиземье, Галадриэль поселилась в Белерианде с братьями, но часто гостила в чертогах своего двоюродного деда Тингола в Дориате. Там она познакомилась с родственником Тингола Келеборном и полюбила его. Когда Финрод Фелагунд построил крепость Нарготронд и ушёл туда жить со своим народом, Галадриэль осталась в Дориате и многое узнала о Средиземье от Мелиан. Живя рядом с королевой Мелиан, Галадриэль постепенно перенимала от высокой Майа могущественные знания и глубокую мудрость.
Именно от Галадриэль Мелиан впервые узнала о том, что нолдор пришли в Средиземье для того, чтобы отомстить Морготу. Она поведала о краже Сильмарилей и об убийстве в Форменосе короля Финвэ, но ни словом не обмолвилась ни о клятве Феанора, ни о устроенной нолдор братоубийственной резне в Алквалондэ, ни о сожжении кораблей в Лосгаре.
Прежде, чем пал Нарготронд, Галадриэль и Келеборн ушли в Эриадор и не принимали активного участия в событиях конца Первой эпохи. По завершении Войны гнева и падения Ангбанда в 587 году, когда Белерианд ушёл под воду и очертания Средиземья изменились, многие нолдор вернулись в Аман. Однако Галадриэль, как одной из предводительниц восстания нолдор, не было разрешено вернуться в Аман, на что она ответила, что и не желает этого возвращения. По-прежнему движимая гордостью, она отвергла прощение Валар и не пожелала жить на Тол Эрессеа, оставаясь в Средиземье вместе с Келеборном на протяжении следующих двух эпох.

### Вторая эпоха
Во Вторую эпоху Галадриэль и Келеборн перебрались в Линдон, где правили небольшой группой эльфов на берегах озера Эвендим и подчинялись Верховному королю нолдор Гиль-галаду. Затем они ушли на восток — в Эрегион, который примыкал к Мглистым горам. Тогда они вошли в контакт с поселением эльфов-галадрим в долине реки Андуин — будущим Лотлориэном. В то время Эрегионом правил внук Феанора Келебримбор.
Примерно в 1200 году в Эрегион пришёл уцелевший после Войны гнева Саурон. Он провозгласил себя посланцем Валар и назвался Аннатаром («Владыкой даров»). Келебримбор и другие эльфийские кузнецы были обмануты его льстивыми речами, но действительно многому у него научились. Леди Галадриэль не входила в их число. Она не доверяла Саурону. Когда во Вторую эпоху Келебримбор выковал Кольца власти, Галадриэль в 1590 году Второй эпохи получила Нэнья — кольцо воды, одно из Трёх эльфийских колец, сокрытых от Саурона.
Галадриэль и Келеборн жили в Лотлориэне некоторое время после падения Эрегиона. Но тогда они ещё не были правителями леса. Королём эльфов Лотлориэна в тот период был Амдир.

### Третья эпоха и участие в Войне Кольца
В Третью эпоху Галадриэль начала опасаться, что зло снова появляется в Средиземье. Примерно в 1100 году она узнала, что злая сила, известная как Некромант, обитает в крепости Дол Гулдур на юге Лихолесья, на противоположной от Лотлориэна стороне Андуина. Галадриэль и Келеборн посетили Лотлориэн, помогая укреплять его оборону и пытаясь узнать что-нибудь про Некроманта. В 1980 году Третьей эпохи в Кхазад-думе пробудился балрог. Гномы бежали, а сам Кхазад-дум стал обиталищем зла и стал известен как Мория. На следующий год возлюбленная Амрота эльфийка Нимродель бежала из Лотлориэна. Сам король галадрим Амрот, сын Амдира, последовал за ней и позже погиб, утонув в море. Народ Лотлориэна остался без правителя. И когда Галадриэль и Келеборн вернулись туда в 1981 году, они стали правителями Лотлориэна.
Галадриэль входила в Белый Совет Средиземья и первая созвала его. В 2941 году она приняла участие в нападении на крепость Дол Гулдур, что привело к бегству Саурона в Мордор.
Согласно книге «Властелин колец», в феврале 3019 года Третьей эпохи Галадриэль дала пристанище членам Братства кольца после их похода через Морию и преподнесла им богатые и полезные дары. Она испытала членов Братства, мысленно предложив им сделать выбор между тяжёлым путём и потаёнными желаниями, которые могут заставить каждого свернуть с пути. Она также позволила Фродо и Сэму заглянуть в волшебное зеркало. Она отказалась принять Единое кольцо от Фродо, понимая, что, обретя его, она станет великой, могущественной, но ужасной владычицей, обладающей разрушительной силой, способной лишь порабощать и уничтожать.
Весной того же 3019 года Лориэн подвергся как минимум трём нападениям орков Саурона, базировавшихся в Дол Гулдуре — цитадели врага в южной части Лихолесья. Однако оборона эльфийских земель так и не была прорвана, а после третьего нападения сил Саурона эльфы Лориэна под руководством Келеборна нанесли свой контрудар по Дол Гулдуру и с налёта взяли вражескую цитадель. Используя своё магическое умение, Галадриэль обрушила стены вражеской крепости.
Спустя два года после вступления на престол короля Элессара Галадриэль покинула Средиземье, отправившись вместе с правителем Ривенделла Эльрондом, магом Гэндальфом, Фродо и Бильбо Бэггинсами из Серых гаваней в Аман по Прямому пути, 29 сентября 3021 года; тогда же началась Четвёртая эпоха Средиземья. На тот момент ей было 8632 года. Она оставалась единственной выжившей из правителей эльфов — нолдор, в своё время покинувших Аман.

## Характеристики
Дунэдайн говорили, что её рост был два «рангара», или с «рост человека» — около 6 футов 4 дюймов (193 см); она была самой высокой из нолдорских женщин, которые все отличались немалым ростом. Однако самой яркой чертой Галадриэль были её длинные серебристо-золотые волосы удивительной красоты. Эльфы Тириона говорили, что ее волосы запечатлели сияние самих Двух Древ, Тельпериона и Лаурелина.
Даже среди эльдар Галадриэль считалась красивой, а ее волосы были непревзойденным чудом. Они были золотые, как волосы ее отца и праматери Индис, но богаче и ярче, потому что её золотые локоны тронуты каким-то воспоминанием о звездообразном серебре её матери. Эльдар говорят, что свет Двух Древ, Лаурелин и Тельперион, запутался в ее локонах.

Феанор очень восхищался ее волосами; возможно, это вдохновило его на создание Сильмарилей. Многие думали, что эти слова натолкнули Феанора на мысль «заточить» и «смешать» свет двух Древ, которые позже обрели форму в его руках как Сильмарили. Ибо Феанор с изумлением и восхищением созерцал волосы Галадриэль. Тем не менее, Галадриэль так и не ответила на восхищение Феанора. Феанор «трижды просил её дать прядь волос, и трижды она отказывалась дать ему даже один волосок. Говорят, что эти два родственника, считающиеся величайшими из эльдар Валинора, и навсегда останутся разлученными». Характер Галадриэль представлял собой смесь характеристик эльдар, от которых она произошла. В ней были гордость и честолюбие нолдор, но в ней они сдерживались мягкостью и проницательностью ваньяр. Последние достоинства характера она разделяла с чертами своего отца Финарфина и брата Финрода.
Галадриэль была гордой, сильной и своевольной, как и все потомки Финвэ, кроме Финарфина; и похожа на своего брата Финрода, который из всех ее родственников был наиболее близок ее сердцу; она мечтала о дальних землях и владениях, которые могли бы принадлежать ей, и том, как она будет распоряжаться ими без опеки. Еще глубже в ней обитал благородный и великодушный дух ваньяр и почтение к валар, которое она не могла забыть. С ранних лет она обладала чудесным даром проникать в мысли других, но судила их с милосердием и пониманием, и никому не отказывала в благосклонности, кроме Феанора. В нем она увидела тьму, которую ненавидела и боялась, хотя и не замечала, что тень того же зла пала на умы всех нолдор и на ее собственный.

Её симпатия к гному Гимли в Лотлориэне (когда она упрекнула своего мужа Келеборна в том, что тот пожалел о своем решении допустить гнома в эту землю), полностью покорила его.
Высокие, все в белом, величественные и прекрасные предстали глазам легендарные правители Лотлориена. Волосы Владычицы Галадриэль отливали старым золотом, ярким серебром сияли длинные локоны Владыки Келеберна. Ничто не говорило об их возрасте, лишь в глубине глаз, пристальных, по-эльфийски лучистых, били родники мудрости и древней памяти. Ее голос был удивительно мягок и музыкален, но не по-женски глубок.

## Имена
- Алата́риэль — старинная форма имени Галадриэль на языке телери.
- Гала́дриэль — переводится с синдарина как «дева, украшенная сияющим венцом». Это относится к её красивым золотым волосам. Имя было дано эльфийской принцессе её супругом Келеборном[8].
- Артанис — имя, данное ей при рождении отцом Финарфином («благородная женщина»).
- Нэрвен — согласно эльфийским обычаям, позже мать дала дочери иное имя — Нэрвен («дева-муж»), которое отражало силу и статность Галадриэль.

## Генеалогическое древо
| Финвэ     | Финвэ     | Финвэ     | Финвэ     | Финвэ     | Финвэ     |  |  | Индис     | Индис     | Индис     | Индис     | Индис     | Индис     |  |  | Олвэ   | Олвэ   | Олвэ   | Олвэ   | Олвэ   | Олвэ   |  |  |        |        |        |        |         |         |         |         |            |            |            |            |            |            |           |           |           |           |          |          |          |          |  |  |
| Финвэ     | Финвэ     | Финвэ     | Финвэ     | Финвэ     | Финвэ     |  |  | Индис     | Индис     | Индис     | Индис     | Индис     | Индис     |  |  | Олвэ   | Олвэ   | Олвэ   | Олвэ   | Олвэ   | Олвэ   |  |  |        |        |        |        |         |         |         |         |            |            |            |            |            |            |           |           |           |           |          |          |          |          |  |  |
|           |           |           |           |           |           |  |  |           |           |           |           |           |           |  |  |        |        |        |        |        |        |  |  |        |        |        |        |         |         |         |         |            |            |            |            |            |            |           |           |           |           |          |          |          |          |  |  |
|           |           |           |           |           |           |  |  |           |           |           |           |           |           |  |  |        |        |        |        |        |        |  |  |        |        |        |        |         |         |         |         |            |            |            |            |            |            |           |           |           |           |          |          |          |          |  |  |
| Финголфин | Финголфин | Финголфин | Финголфин | Финголфин | Финголфин |  |  | Финарфин  | Финарфин  | Финарфин  | Финарфин  | Финарфин  | Финарфин  |  |  | Эарвен | Эарвен | Эарвен | Эарвен | Эарвен | Эарвен |  |  |        |        |        |        |         |         |         |         |            |            |            |            |            |            |           |           |           |           |          |          |          |          |  |  |
| Финголфин | Финголфин | Финголфин | Финголфин | Финголфин | Финголфин |  |  | Финарфин  | Финарфин  | Финарфин  | Финарфин  | Финарфин  | Финарфин  |  |  | Эарвен | Эарвен | Эарвен | Эарвен | Эарвен | Эарвен |  |  |        |        |        |        |         |         |         |         |            |            |            |            |            |            |           |           |           |           |          |          |          |          |  |  |
|           |           |           |           |           |           |  |  |           |           |           |           |           |           |  |  |        |        |        |        |        |        |  |  |        |        |        |        |         |         |         |         |            |            |            |            |            |            |           |           |           |           |          |          |          |          |  |  |
|           |           |           |           |           |           |  |  |           |           |           |           |           |           |  |  |        |        |        |        |        |        |  |  |        |        |        |        |         |         |         |         |            |            |            |            |            |            |           |           |           |           |          |          |          |          |  |  |
| Финрод    | Финрод    | Финрод    | Финрод    | Финрод    | Финрод    |  |  | Ородрет   | Ородрет   | Ородрет   | Ородрет   | Ородрет   | Ородрет   |  |  | Ангрод | Ангрод | Ангрод | Ангрод | Ангрод | Ангрод |  |  | Аэгнор | Аэгнор | Аэгнор | Аэгнор | Аэгнор  | Аэгнор  |         |         | Галадриэль | Галадриэль | Галадриэль | Галадриэль | Галадриэль | Галадриэль |           |           | Келеборн  | Келеборн  | Келеборн | Келеборн | Келеборн | Келеборн |  |  |
| Финрод    | Финрод    | Финрод    | Финрод    | Финрод    | Финрод    |  |  | Ородрет   | Ородрет   | Ородрет   | Ородрет   | Ородрет   | Ородрет   |  |  | Ангрод | Ангрод | Ангрод | Ангрод | Ангрод | Ангрод |  |  | Аэгнор | Аэгнор | Аэгнор | Аэгнор | Аэгнор  | Аэгнор  |         |         | Галадриэль | Галадриэль | Галадриэль | Галадриэль | Галадриэль | Галадриэль |           |           | Келеборн  | Келеборн  | Келеборн | Келеборн | Келеборн | Келеборн |  |  |
|           |           |           |           |           |           |  |  |           |           |           |           |           |           |  |  |        |        |        |        |        |        |  |  |        |        |        |        |         |         |         |         |            |            |            |            |            |            |           |           |           |           |          |          |          |          |  |  |
|           |           |           |           |           |           |  |  | Финдуилас | Финдуилас | Финдуилас | Финдуилас | Финдуилас | Финдуилас |  |  |        |        |        |        |        |        |  |  |        |        |        |        | Эльронд | Эльронд | Эльронд | Эльронд | Эльронд    | Эльронд    |            |            | Келебриан  | Келебриан  | Келебриан | Келебриан | Келебриан | Келебриан |          |          |          |          |  |  |
|           |           |           |           |           |           |  |  | Финдуилас | Финдуилас | Финдуилас | Финдуилас | Финдуилас | Финдуилас |  |  |        |        |        |        |        |        |  |  |        |        |        |        | Эльронд | Эльронд | Эльронд | Эльронд | Эльронд    | Эльронд    |            |            | Келебриан  | Келебриан  | Келебриан | Келебриан | Келебриан | Келебриан |          |          |          |          |  |  |

- Ородрет иногда описывается в различных источниках либо как сын Финарфина, либо как сын Ангрода и отец Гиль-галада.

## Анализ

### Реконструкция древнеанглийского эльфа
Критик Том Шиппи отметил, что в образе Галадриэль Толкин пытался реконструировать тип эльфа, на который намекают упоминания об эльфах в староанглийских (англосаксонских) словах. Намёки, по его мнению, парадоксальны: если ælfscyne, «эльф-красавец», предполагает сильную привлекательность, то ælfsogoða, «безумие», подразумевает, что слишком близкое знакомство с эльфами опасно. По мнению Шиппи, Толкин говорит буквальную правду о том, что «красота сама по себе опасна», как это сделал Джеффри Чосер в «Сказке жены из Бата», где и эльфы, и монахи сексуально развратны. Так, когда Фарамир говорит Сэму Гэмджи в Итилиэне, что Галадриэль, должно быть, «опасно прекрасна», Шиппи комментирует, что это «очень точное замечание»; Сэм отвечает, что «люди берут свои опасности с собой в Лориэн… Но, пожалуй, её можно назвать опасной, потому что она так сильна сама по себе».

### Ангельское существо
Шиппи также рассматривает христианскую среднеанглийскую установку «Южноанглийской легенды», агиографического произведения, с которым, по мнению его, знаком был Толкин, о том, что эльфы являлись ангелами. По мнению Шиппи, эльфы Толкина во многом похожи на падших ангелов, они выше людей, но ниже ангелоподобных майар и богоподобных валар. Он сразу же отмечает, что Галадриэль в каком-то смысле, конечно, не «падшая», поскольку эльфы избежали войны с Мелькором в Первую эпоху; но всё же «Галадриэль была изгнана из своего рода Небес, Бессмертной земли Валинора, и ей было запрещено возвращаться». Шиппи предполагает, что люди Средиземья могли считать, что падение Мелькора и изгнание Галадриэль — это одно и то же падение; и он хвалит Толкина за то, что он принял во внимание обе стороны истории эльфов.

### Фигура Артурианы
Марджори Бернс, исследовательница творчества Толкина, сравнивает Галадриэль с героиней Райдера Хаггарда Аэшей из романа 1887 года «Она: история приключений», книге, которую Толкин называл оказавшей важное влияние на своё творчество, и с «Леди Шалотт» Теннисона, в которой переработана легенда о короле Артуре и Элейн из Астолат. Бернс отмечает, что Аэша сама, по сути, была фигурой Артурианы, перенесенной в Африку XIX века. Персонажи изображены как бессмертные красивые женщины с длинными волосами, обладающие даром предвидения и исцеления, и владеющие магическим зеркалом.

### Гомеровский благодетель
Мак Фенвик, исследователь творчества Толкина, сравнивает Галадриэль и её чудовищную противоположность, гигантскую и злую паучиху Шелоб, с борьбой между добрыми и чудовищными женскими персонажами в «Одиссее» Гомера. Как и Галадриэль, Цирцея и Калипсо являются правителями своих уединенных волшебных царств, и обе предлагают помощь и совет главному герою. Они помогают Одиссею избежать гибели от женщин-монстров, сирен, которые заманят его корабль на скалы, и Сциллы и Харибды, которые разобьют или утопят его корабль; Галадриэль дает Фродо Фиал, который благодаря своей силе содержит свет звезды Эарендиля, способный ослепить и отразить Шелоб в самом темном изо всех её логовищ. Дары Галадриэль тоже «гомеровские», включая плащи, пищу и мудрость, а также свет, как и у Цирцеи и Калипсо. Все трое персонажей уходят в Иной мир, помогают советом и дают дары для борьбы с противоположными им женщинами-монстрами.

## Адаптации
Галадриэль была озвучена Аннет Кросби в анимационном фильме Ральфа Бакши 1978 года «Властелин колец» и Мэриан Даймонд в сериале BBC Radio 1981 года.
В кинотрилогиях Питера Джексона «Властелин колец» и «Хоббит» роль Галадриэль исполнила Кейт Бланшетт. В фильме «Властелин колец: Братство кольца» Галадриэль рассказывает пролог, объясняющий создание Единого кольца, а также появляется в Лотлориэне.
Галадриэль не фигурирует в повести «Хоббит», но в поставленном по её мотивам фильме Питера Джексона её персонаж появляется в Ривенделле.
На театральной сцене Галадриэль играла Ребекка Джексон Мендоса в музыкальной постановке «Властелина колец» в Торонто в 2006 году. Платье Мендосы было расшито вручную узором примерно из 1800 единиц бисера. Мюзикл был переработан и перенесён в лондонский Королевский театр на Друри-Лейн в 2007 году с Лаурой Мишель Келли, исполнившую «блестящую» роль.
Галадриэль появляется в видеоиграх, например в «The Lord of the Rings: The Battle for Middle-earth II», где ее озвучила Лани Минелла.
В телесериале «Властелин колец: Кольца власти» роль Галадриэль исполнила Морвед Кларк.